# Metal Sonic
Metal Sonic (メタルソニック?, Metaru Sonikku) è un personaggio immaginario e antagonista secondario della serie di videogiochi Sonic the Hedgehog prodotta da SEGA e sviluppata dallo studio nipponico Sonic Team. Da non confondere con Mecha Sonic (un altro robot creato dal Dottor Eggman).
Metal Sonic è un robot simile a Sonic the Hedgehog, creato dal Dr. Eggman, veloce e scattante quanto il riccio blu. Metal Sonic è stato sempre dalla parte del lato oscuro nella serie, eccetto in Sonic Rivals e il suo sequel dove ha un ruolo da protagonista e antieroe come personaggio giocabile. Grazie alla sua popolarità, è diventato uno dei personaggi principali e antagonista più ricorrente dell'intera serie videoludica, dietro al suo creatore Eggman. Metal Sonic è anche apparso in vari merchandising di Sonic, come action figures, accessori, giocattoli e altri articoli, compreso in alcune serie televisive animate, fumetti e film.

## Descrizione

### Creazione e sviluppo
Metal Sonic fu creato dal character designer Kazuyuki Hoshino il quale fu "molto eccitato" all'idea di poter creare un "rivale fatale" per Sonic, cercando di differenziare il più possibile le animazioni dei due personaggi.

### Aspetto
Il design di Metal Sonic si presenta simile a quello di Sonic ma con qualche differenza. Il robot infatti ha degli artigli nelle mani per attaccare, un motore sulla schiena con cui può muoversi ad altissima velocità e un cannone impiantato nel busto dal quale può sferrare attacchi molto potenti tra cui un laser, inoltre è molto silente e delle volte riproduce solo effetti sonori meccanizzati (ad eccezione però di Sonic Pinball Party, Sonic Heroes , Sonic Generations e Shadow Generations). I movimenti del personaggio sono macchinosi, in quanto è un robot, ma si rivelano piuttosto naturali per la sua natura, il più delle volte infatti riesce a muovere le braccia, la testa e le gambe come gli altri personaggi, è anche in grado di muovere i propri arti di 360 gradi. Prima degli eventi di Sonic Free Riders è stato programmato soltanto per ubbidire agli ordini di Eggman.

### Poteri e abilità
Essendo stato modellato con estrema cura per somigliare a Sonic the Hedgehog, Metal Sonic è in grado di copiare ogni abilità del riccio blu, incluse la sua velocità e la sua forza. Grazie alle sue capacità può rivaleggiare in qualsiasi campo, il che lo rende la creazione più potente ed abile creata dal Dr. Eggman. Viene considerato il robot più forte mai creato dallo scienziato, secondo solo a E-123 Omega, che viene definito il più potente del mondo.
Metal Sonic sfrutta la stessa super velocità di Sonic, tramite l'utilizzo del suo sistema a propulsione posto nella sua schiena, può superare la sua controparte organica nell'accelerazione istantaneamente arrivando alla velocità del suono e per brevi lassi di tempo è in grado di quadruplicarla sovraccaricando i suoi circuiti. È in grado di eseguire abilità acrobatiche estreme ed è molto agile, oltre ad avere dei riflessi potenziati che gli consentono di evitare qualsiasi ostacolo in arrivo con dei movimenti precisi e delicati.
Ha anche una grandissima resistenza e una notevole forza fisica. Il suo corpo è composto da una scocca di titanio che gli permette di resistere anche a gravi danni. Oltre a ciò è in grado di emettere un impulso al plasma dalla cavità posta nel suo stomaco, può generare un campo di forza impenetrabile e ha degli artigli molto affilati che possono rompere qualsiasi cosa.
La sua specialità più importante gli consente di replicare le tecniche altrui, scansionando e copiando i dati delle forme viventi presenti nelle vicinanze, comprese quelle artificiali come i robot.

### Personalità
Anche se è stato costruito ad immagine e somiglianza di Sonic, il carattere di Metal Sonic si rivela molto diverso dalla sua controparte organica, difatti è violento, aggressivo e freddo rivelandosi una macchina intelligente assassina con un complesso di superiorità. Nelle sue prime apparizioni agitava il dito indice, gesto svolto spesso da Sonic, ma in maniera derisoria nei confronti della sua nemesi.
Differentemente dalla maggior parte delle macchine del suo creatore, Metal Sonic ha un'intelligenza artificiale che gli permette di essere senziente, tuttavia con delle limitazioni imposte nel suo codice di programmazione che gli impediscono di agire per conto proprio. Nonostante ciò, il robot sfrutta questa sua caratteristica per alimentare i suoi obiettivi di distruzione e dominio, permettendo così al suo programma di evolversi sempre di più. La maggior parte delle volte si rivela taciturno, privo di emozioni e completamente devoto ad Eggman, anche se dentro di se cova un grande desiderio di vendetta. Quando affronta un nemico, Metal Sonic rimane tranquillo e serio, apparendo così come un killer silenzioso.
I suoi tratti dominanti sono il suo odio e l'ossessione che prova nei confronti di Sonic. Essendo stato programmato con il solo scopo di sorpassare il porcospino originale, il robot è concentrato in maniera maniacale sullo svolgimento di questo obiettivo. Il suo più grande desiderio è quello di provare al Sonic originale di essere superiore a lui in ogni campo sconfiggendolo. Altra sua aspirazione è quella del dominio del mondo, il che gli permetterebbe di dimostrare di essere superiore a qualsiasi forma di vita vivente.

### Doppiaggio
Metal Sonic è stato doppiato in giapponese in Sonic Heroes dal seiyū Jun'ichi Kanemaru, che nella serie presta la voce anche a Sonic. Nella versione americana del medesimo gioco fu Ryan Drummond, anche egli voce del porcospino blu originale. Nell'OAV Sonic the Hedgehog a prestargli la voce furono rispettivamente Masami Kikuchi nella versione giapponese (doppiatore anche del Sonic originale nell'OAV) e Gary Dehan in quella americana, mentre nel videogioco Shadow Generations viene ottenuto il suo primo doppiaggio italiano da Luca Airaghi.

## Biografia

### Videogiochi

#### Anni '90
Metal Sonic, chiamato nell'edizione italiana Sonic Metallico, viene introdotto per la prima volta in Sonic the Hedgehog CD dove viene spedito indietro nel tempo dal suo creatore, il Dr. Eggman, per cambiare il passato in modo tale che lo scienziato possa governare il futuro. Rapisce così Amy Rose, la quale era in compagnia di Sonic, che sorpreso per l'accaduto dinanzi ai suoi occhi si precipita a salvarla. Nel livello Stardust Speedway sfida Sonic in una gara di velocità dove viene affiancato da Eggman che segue il riccio blu cercando di polverizzarlo con un laser emesso da un suo veicolo. Alla fine della competizione però il riccio originale riesce a battere entrambi sia in astuzia che in velocità, chiudendo la porta posta al termine del livello lasciando fuori il robot che pochi istanti dopo viene colpito involontariamente dallo scienziato, facendolo cadere dalla piattaforma. Eggman si schianterà contro il muro e batterà in ritirata, e questo permette a Sonic di salvare Amy per poi procedere all'ultima zona dove lo attenderà nuovamente il suo arcinemico.
In Sonic the Hedgehog: Triple Trouble ricopre il ruolo di un boss nascosto ma questa volta opta per uno scontro vero e proprio anziché una gara, qui sfrutta le sue abilità di volo e di evasione che utilizza per attaccare il personaggio scelto. Dopo la sua sconfitta, si allontana danneggiato e passa il testimone al suo creatore poco più avanti. In Sonic Drift 2 è un personaggio giocabile dove guida una macchina blu chiamata Blue Devil.
In Knuckles' Chaotix, a seguito della dura sconfitta per mano di Sonic avvenuta in Sonic CD, il robot ha subito gravi danni e perciò Eggman ha dovuto sostituire la sua CPU con un altro corpo chiamato Metal Sonic Kai (メタルソニック改?, Metaru Sonikku Aratame), costruito con il potere del Dark Ring, ovvero un Ring sintetizzato di sua invenzione. La battaglia contro Metal Sonic vede i personaggi tentare di distruggere il macchinario controllato da quest'ultimo piuttosto che cercare di battere il suo manovratore; dopo essere stato sconfitto da Knuckles e il resto del Team Chaotix, se ne va indebolito assieme a Eggman lasciando al suo posto una copia di sé stesso di dimensioni molto più elevate e di colore rosso, che combatterà contro gli eroi, per poi essere distrutta.
In Sonic the Fighters è il primo dei due boss finali da affrontare, il quale viene seguito da Eggman. In questa sua apparizione si rivela un combattente di arti marziali molto esperto e veloce, in grado di copiare certe mosse impiegate dagli altri concorrenti e di sparare un laser dal foro presente sulla sua pancia. Battuti lui e il suo creatore, i due fuggiranno prima dell'esplosione del Death Egg II e faranno ritorno sulla Terra. Il personaggio è diventato in seguito giocabile nella conversione uscita nel 2012 per PlayStation Network e Xbox Live tramite l'utilizzo di un trucco. Un'altra versione del personaggio appare durante il filmato introduttivo e prende il nome di Mecha Sonic Model No.29, talvolta conosciuto come Rocket Metal Sonic, il quale però non è non giocabile ne tantomeno affrontabile. Sarebbe dovuto comparire come boss nel gioco cancellato Sonic X-treme nuovamente come boss. In Sonic R è sbloccabile nel livello Resort Island, e sfrutta le stesse identiche tecniche di Sonic, le quali gli permettono di correre velocemente quanto l'originale ma non può eseguire un doppio salto, mancanza che compensa potendo correre sull'acqua per brevi lassi di tempo.

#### Anni 2000
In Sonic Pinball Party è l'ultimo boss da affrontare nel corso del torneo di flipper.
In Sonic Heroes, il robot diventato Neo Metal Sonic (ネオメタルソニック?, Neo Metaru Sonikku) (una versione con degli aculei più lunghi, scarpe diverse e un mantello), ricopre il ruolo di antagonista principale del gioco dove è la mente dietro tutti gli eventi che avvengono dall'inizio della storia con l'obiettivo di distruggere il mondo. Inizialmente tradisce il Dr. Eggman prendendo le sue sembianze, poi sfida i quattro Team copiando le abilità di Sonic, Shadow, Froggy (il quale era entrato in contatto con Chaos in Sonic Adventure) e Chocola (un Chao) per diventare invincibile. Nell'ultima storia compare dinanzi a tutti i personaggi presenti sulla nave da battaglia e si trasforma in Metal Madness (メタルマッドネス?, Metaru Maddonesu), un enorme mostro robotico assetato di sangue simile a un drago, che viene affrontato rispettivamente dai Team Rose, Chaotix e Dark. Dopo essere stato leggermente indebolito, subisce un nuovo cambio di aspetto, divenendo così Metal Overlord (メタルオーバーロード?, Metaru Ōbārōdo), simile a quello precedente ma ora in grado di volare, sfida il Team Super Sonic dove è appunto presente il riccio originale, di cui vuole vendicarsi ma viene infine sconfitto e regredisce nella sua forma originaria. Privo di forze, viene raccolto in braccio da Omega che si scambia uno sguardo con Shadow. Fuori scena viene poi recuperato da Eggman che lo riprogramma in modo da renderlo più obbediente. Originariamente doveva apparire nel gioco come personaggio giocabile in un team composto assieme a Mighty the Armadillo e Ray the Flying Squirrel ma l'idea venne scartata durante lo sviluppo.
In Sonic Rivals viene riprogrammato da Eggman Nega, dopo che questi ha trasformato il Dr. Eggman in una carta da gioco e si è camuffato da quest'ultimo. Nel corso della storia tenterà più volte di impedire a Sonic, Knuckles, Shadow e Silver di ostacolare il suo nuovo servitore nel compimento dei suoi piani diabolici. È sbloccabile raccogliendo tre carte (Metal Madness, Metal Overlord e Neo Metal Sonic) e la sua abilità è l'imitazione, che gli consente appunto di riprodurre le tecniche degli avversari per sfruttarle a proprio vantaggio. Nel sequel diretto Sonic Rivals 2 torna a servire il suo creatore originale, a seguito di un'ulteriore riprogrammazione, e l'aggiunta di un microfono al suo interno che permette ad Eggman di comunicare direttamente con il robot e con altri interlocutori nelle vicinanze, viene spedito in missione per aiutare Shadow a fermare il piano di Eggman Nega di liberare l'ʿIfrīt, un mostro con un enorme potere distruttivo proveniente da un'altra dimensione. Nell'avventura farà la sua apparizione anche una sua versione del futuro di colore nero a strisce gialle costruito da Nega, Metal Sonic 3.0, che sbarrerà la strada al duo più volte.

#### Anni 2010
In Sonic Free Riders, Metal Sonic è un personaggio giocabile ed inoltre, anche il vero antagonista principale nonché boss finale della modalità Storia in Sonic Free Riders. Si è travestito da robot chiamato E-10000B e si è unito a Shadow and Rouge come membro del Team Dark facendogli credere di volere aiutarlo a vincere il Grand Prix mentre in realtà voleva copiare le proprie abilità e quelle delle altre squadre. Alla fine, si rivela (con grande sorpresa di Eggman, dato che non era consapevole che Metal Sonic lo avesse tradito ancora una volta) e sfida Sonic a una gara per dimostrare la sua superiorità. Sonic riesce a battere Metal Sonic, che a sua volta scappa via, probabilmente pianificando il suo prossimo schema da quando è ora libero dal controllo di Eggman.
In Sonic Generations compare Metal Sonic Classico che è il primo boss rivale che viene affrontato da Sonic Classico a Stardust Speedway, come in Sonic CD, tuttavia a differenza dell'incarnazione originale la loro battaglia si rivela molto differente. Nella versione per Nintendo 3DS, lo scenario dello scontro avviene invece a Casino Night, zona di Sonic the Hedgehog 2, dove in tal gioco il personaggio non era ancora apparso. In Sonic the Hedgehog 4 Episodio 2 torna ad essere l'antagonista principale assieme al Dr. Eggman ed è giocabile nell'episodio aggiuntivo chiamato Sonic the Hedgehog 4 Episodio Metal. In quest'ultimo si scoprono vari retroscena sulla storia del personaggio che avvengono dopo la sua ultima sconfitta nell'era Classica. Gravemente danneggiato, lascia Little Planet e torna sulla Terra, dove Eggman ripristina le sue funzionalità e lo manda in missione, trova una gemma all'interno di un labirinto e la ingloba al suo interno per diventare più forte. Bramando vendetta nei confronti del riccio blu originale, Metal Sonic cercherà il suo rivale fino a trovarlo a bordo dell'aereo Tornado ed a quel punto lo inseguirà ed ingaggerà più battaglie contro di lui e Tails uscendone sempre sconfitto.
In Sonic Runners, Metal Sonic è diventato la "guardia del corpo" e l'esecutore del Dr. Eggman mentre il dottore ha condotto i suoi vari schemi per il dominio del mondo. Tuttavia, Metal Sonic alla fine cade nella trappola del Team Sonic, però Metal Sonic in seguito fuggì, spingendo il Team Sonic a inseguirlo. Dopo che la squadra si imbatté in Eggman e lo sconfisse, Sonic tentò di distruggere il dispositivo usato da Eggman per controllare la mente di Metal Sonic, ma prima che fosse in grado di farlo, Metal Sonic intervenne e attaccò i tre, permettendo a lui e Eggman di scappare.
Metal Sonic compare anche nel franchise dedicato ai videogiochi Sonic Boom: L'ascesa di Lyric e Sonic Boom: Frammenti di cristallo. Come in altri media, è una creazione ed un servo del Dr. Eggman. In Sonic Boom: L'ascesa di Lyric, Metal Sonic serve il suo creatore per portare la liberazione di Lyric the Last Ancient. Tuttavia, Lyric si rivela troppo pericoloso e crudele ed Eggman ordina al robot di prendersi cura del mostro, successivamente quest'ultimo prende il controllo di Metal Sonic. In seguito verrà inviato per recuperare uno dei Chaos Crystal, ma viene sconfitto dal Team Sonic.
In Sonic Mania gli viene assegnato l'incarico di sconfiggere il Team Sonic, ma viene distrutto dopo una battaglia boss contro di loro andando a sbattere contro degli spuntoni su un muro. Nella versione aggiornata, Sonic Mania Plus, si trasforma in Giga Metal Sonic (il boss finale di Knuckles' Chaotix) grazie al Rubino Fantasma. In Sonic Forces appare come alleato del Team Eggman e uno dei boss principali. Questa versione si rivelerà essere un'illusione creata da Infinite.

#### Anni 2020
In Sonic Colours: Ultimate è presente la modalità Rival Rush che vede il ritorno del personaggio nelle vesti di rivale da sfidare in alcune gare di velocità.
Il personaggio ricompare anche nei panni del Metal Overlord di Sonic Heroes come il secondo boss nella nuova storia del videogioco spin-off Shadow Generations.

#### Altre apparizioni
Altre apparizioni secondarie del personaggio avvengono in Sonic Adventure dove compie un cameo all'interno di un tubo di stasi della base di Eggman collocata a Mystic Ruins, nel remake Sonic Adventure DX come variante di Sonic nei livelli della modalità Trial ottenibile come ricompensa dopo aver raccolto tutti gli emblemi, in Sonic Adventure 2 e nella versione aggiornata Sonic Adventure 2: Battle come giocabile nella modalità multigiocatore, in Super Smash Bros. Brawl come adesivo collezionabile, in Sega Superstars Tennis come spettatore dei match nel campo da tennis Scrap Brain Zone, in Mario & Sonic ai Giochi Olimpici Invernali, Sonic & SEGA All-Stars Racing (tramite il DLC apposito), Sonic Free Riders, Mario & Sonic ai Giochi Olimpici di Londra 2012, Sonic & All-Stars Racing Transformed (nell'edizione bonus), Sonic Dash, Mario & Sonic ai Giochi Olimpici Invernali di Sochi 2014, Sonic Runners, Mario & Sonic ai Giochi Olimpici di Rio 2016, Team Sonic Racing, Mario & Sonic ai Giochi Olimpici di Tokyo 2020 e Sonic Racing: CrossWorlds come personaggio giocabile.
In LEGO Dimensions appare nella seconda parte del pacchetto Sonic the Hedgehog, dopo che Sonic ha uno scontro contro Eggman a Death Egg Zone dove lo attacca evocando (grazie alla Keystone del Vorton trovata da Eggman) tre diversi robot tra cui Robo Sonic (da Sonic the Hedgehog 2), Mecha Sonic (da Sonic 3 & Knuckles) e il già citato Metal Sonic.

## In altri media

### Fumetti
Nella serie a fumetti Sonic the Hedgehog edita da Archie Comics, compaiono vari modelli di Metal Sonic. Il primo viene creato dal Dr. Ivo Robotnik e ha fatto il suo debutto nel numero 25. Qui gareggia con Sonic come parte di alcune delle trappole di Robotnik ma viene distrutto alla fine della gara. Metal Sonic ritorna nell'adattamento cartaceo di Knuckles' Chaotix, dove è trasformato in una versione gigante di colore rosso di sé stesso tramite una Power Gem, ma viene distrutto con lo stesso potere da Knuckles. La prossima apparizione del Metal Sonic originale avviene in una storia divisa in due parti, rispettivamente nei numeri 86 e 87. A seguito della sua sconfitta, il robot comincia a ricostruirsi da sé con il potere della Power Gem che conservava ancora dentro di se, migliorando i poteri che aveva già. Cattura Tails mentre questi sta raccogliendo della legna da ardere in una foresta, prima di confrontarsi con Sonic, sfidandolo poi quest'ultimo in una corsa per la vita del suo migliore amico fino al Monte Mobius Volcano, dove il povero Tails viene tenuto prigioniero. Nonostante i duri attacchi del malvagio lungo il tragitto, il porcospino riesce a raggiungere il vulcano prima che questi incominci ad eruttare la lava. Anche se i due sembravano spacciati, Sonic e Tails rifiutano di abbandonarsi l'uno con l'altro, mostrando così al robot che c'era una forza più potente della sete di potere. Metal Sonic così decide di fermare la lava per permettere a Sonic e Tails di fuggire, il robot si sacrifica e viene distrutto dalla lava. La sua Power Gem gli permette comunque di sopravvivere e viene in seguito ricostruito da Charles Hedgehog, dandogli così di conseguenza una possibilità di dimostrare di essere un eroe, nella sua ricostruzione assume il nome di Shard the Metal Sonic.
Un anno dopo che Metal Sonic è stato sepolto nella lava, una nuova serie di robot è stata ricreata da zero dal Dr. Eggman, il primo di questi viene anche coinvolto in una storia che presenta tre battaglie che lo vedono in lotta contro Shadow e Sonic. I nuovi Metal Sonic diventano nemici feroci del porcospino blu e dei suoi alleati, con i quali si confrontano regolarmente. Tra gli scontri più importanti ve ne sono due, il primo avviene come nemico di Shadow, mentre questi doveva affrontare anche Scourge the Hedgehog, la seconda avviene tra la fine dell'adattamento cartaceo di Sonic X e l'inizio di Sonic Universe dove il porcospino nero si ritrova a viaggiare nel mondo di Blaze, e il robot combatte contro entrambi. Dopo la sua sconfitta, diventa Captain Metal, un pirata robotico e rivale di Captain Whisker. In seguito alla Super Genesis Wave, un cambiamento spazio temporale avvenuto nell'universo di Sonic, Metal Sonic è identico alla sua controparte presente nei videogiochi.
In Sonic the Comic, Metal Sonic è la copia robotica di Sonic, rinominato nel fumetto come Metallix the Metal Sonic. Metaliix compare per la prima volta nell'adattamento dedicato a Sonic CD, nel quale viene distrutto da Sonic. Tuttavia, successivamente viene rivelato che quello era il primo di un'ampia fratellanza di robot identici, nota con il nome di Fratellanza dei Metallix. Quest'ultima è governata da un robot gigante color rosso ed oro che funge da imperatore, conosciuto semplicemente come l'Imperatore Metallix. Sotto il suo comando, la confraternita ottiene l'Omni-Viewer, che gli permette di viaggiare nel tempo e cancellare il Dr. Robotnik dalla storia. I Metallix sono stati costruiti dall'assistente di Robotnik, Grimer, mentre lo stesso Robotnik li ha solamente equipaggiati con un meccanismo di autodistruzione. La confraternita si rivela in grado di conquistare Mobius, lasciando a Sonic il compito di viaggiare indietro nel tempo garantendo l'esistenza di Robotnik. Con la linea del tempo al suo posto, Sonic si vede costretto ad allearsi con lo scienziato per sconfiggere la Fratellanza dei Metallix una volta per tutte. Nell'adattamento manga di Sonic Generations compare Metal Sonic Classico a Casino Night, il quale sfida entrambi i Sonic in una gara di velocità ma ne uscirà sconfitto, così cerca di ferire Sonic Classico ma questi risponderà con un pugno mettendolo a tappeto; non accettando l'umiliazione decide di lanciarsi contro i due caricandoli a tutta velocità mentre questi si trovano di spalle, ma finirà per sbattere contro un muro mentre i due porcospini si feriranno lievemente.
Nella serie spin-off Sonic the Hedgehog edita da IDW Publishing è il miglior robot d'élite del Dr. Eggman le cui intenzioni sono quelle di aggiornarlo alla forma di Neo Metal Sonic durante la guerra per il controllo del mondo. Nonostante la trasformazione abbia avuto infine successo la battaglia fu comunque vinta dalla Resistenza, gruppo comandato da Knuckles contro le ambizioni dello scienziato.

### Animazione
Metal Sonic, chiamato in quest'occasione Hyper Metal Sonic (ハイパーメタルソニック?, Haipā Metaru Sonikku) e soprannominato spesso Metal (メタル?, Metaru), compare come antagonista secondario nell'OAV Sonic the Hedgehog (1996). In questa miniserie, possiede un collegamento mentale che gli permette di sentire i pensieri altrui. Comunica tramite dei bip ed altri suoni robotici, e viene raffigurato più potente di Sonic in questa sua incarnazione, soprattutto in combattimento. La personalità di questo Metal Sonic è leggermente differente da quella della controparte dei videogiochi, difatti è completamente senziente ed autonomo. Nel corso del secondo episodio, dopo essere stato risvegliato, ingaggerà una dura lotta contro Sonic, finendo per essere influenzato dai pensieri del suo sfidante e salvare il Presidente e Old Man Owl, sacrificando sé stesso cadendo in un precipizio vulcanico. Il porcospino blu cerca di salvarlo tendendogli la mano ma il robot rifiuta, affermando che può esistere solamente un Sonic, e viene sciolto dal magma, portando così alla sua distruzione.
Metal Sonic compare anche nella serie animata Sonic Boom (2014-2017) come assistente del Dr. Eggman. Metal Sonic è apparso anche nella webserie d'animazione Sonic Mania Adventures sempre come aiutante del suo creatore. Qui fa il debutto nell'episodio 4 dove tende un'imboscata a Ray che verrà salvato in extremis da Mighty, tuttavia nel corso della breve battaglia il robot riuscirà ad impadronirsi di uno Smeraldo del Caos che porterà in seguito al quartier generale del suo padrone. Nell'episodio 5 si trova alla base di Eggman e fronteggia nuovamente Ray e Mighty aiutati questa volta da Sonic e Tails ma verrà sconfitto infine da Knuckles, sopraggiunto nel frattempo per recuperare il Master Emerald. Nell'episodio 6 verrà abbandonato dallo scienziato in una foresta dopo il fallimento precedente ma verrà recuperato da Amy che lo farà ricongiungere ad Eggman.

### Serie live-action (Paramount)

#### Film
Nel terzo adattamento cinematografico della serie, Sonic 3 - Il film (2024), i cloni di Metal Sonic fanno per la prima volta un'apparizione in cameo nella scena finale a metà dei titoli di coda, nel quale compaiono per eliminare Sonic, fino quando vengono fermati e distrutti da Amy.
Il personaggio è già stato confermato come antagonista principale nel quarto capitolo cinematografico della serie live-action, in uscita nel 19 marzo 2027.

## Accoglienza
GameDaily classificò Metal Sonic al tredicesimo posto della classifica "Top 25 Video Game Robots", descrivendolo come la "più grande creazione" del Dr. Robotnik elogiando la forza delle sue abilità. Metal Sonic è uno dei personaggi più popolari della serie, difatti arrivò all'ottavo posto in un sondaggio ufficiale di popolarità giapponese nel 2006. Un recensore di GameSource trovò tutti i personaggi presenti in Sonic Rivals 2, tra cui Metal Sonic, come ben caratterizzati e validissimi in ogni aspetto.
Un giornalista della rivista Electronic Gaming Monthly apprezzò la sua presenza in Sonic Drift 2.